# Mario Radić
Mario Radić (Vukovar, 10. listopada 1970.) hrvatski je poduzetnik i političar, inženjer telekomunikacija. Trenutno obnaša dužnost prvog predsjednika stranke Dom i nacionalno okupljanje.
Bio je zastupnik u Hrvatskom saboru od 6. prosinca 2023. do 16. svibnja 2024. Osvojio je mandat i u jedanaestom sazivu Hrvatskog sabora ali svoj mandat stavio je u mirovanje, te ga trenutno zamjenjuje Krešimir Čabaj.

## Rani život, obrazovanje i poslovna karijera
Radić je rođen 10. listopada 1970. u Vukovaru. Otac i stric poginuli su mu tijekom Domovinskoga rata, a i sam je sudjelovao u Bitci za Vukovar. Kasnije je diplomirao telekomunikacije i 1994. osnovao tvrtku „Dicentra”.
Radić je razvio posao, pokrenuo dodatnu tvrtku „Filir” s kojom je kasnije kupio proizvođača grickalica „Bobi Snacks” te postao jedan od najutjecajnijih slavonskih gospodarstvenika. Godine 2017. postao je predsjednik nadzornog odbora tadašnjeg „Peveca” koji se oporavio u stečajnom postupku. „Pevec” je kasnije pretvoren u „Pevex”.

## Politička karijera
Radić se nije bavio politikom sve dok njegov prijatelj Miroslav Škoro nije 2020. osnovao Domovinski pokret (DP). Radić je izabran u Hrvatski sabor na parlamentarnim izborima 2020. godine, ali mu je mandat bio u mirovanju od 2020. do 2023. godine. Na mjestu zamjenika predsjednika DP-a zamijenio ga je Stipo Mlinarić nakon unutarstranačkih izbora 2024. godine. Izabran je u Hrvatski sabor i na parlamentarnim izborima 2024. godine. Iste je godine bio kandidat za predsjednika DP-a na unutarstranačkim izborima gdje gubi od Ivana Penave.
Formalno izlazi iz Domovinskog pokreta 1. rujna 2024. godine. Kasnije istoga mjeseca s bivšim članovima Domovinskoga pokreta osniva stranku Dom i nacionalno okupljanje (DOMiNO).
Prvi je predsjednik Doma i nacionalnog okupljanja, od 28. rujna 2024. godine.